# Écuelles (Seine-et-Marne)
Écuelles is een plaats en voormalige gemeente in het Franse departement Seine-et-Marne in de regio Île-de-France en telt 2463 inwoners (1999). De plaats maakt deel uit van het arrondissement Fontainebleau.

## Geschiedenis
Op 1 januari 2015 fuseerde de gemeente met Moret-sur-Loing tot de commune nouvelle Orvanne. Net als de opgeheven gemeenten maakte deze deel uit van het kanton Moret-sur-Loing totdat dit op 22 maart 2015 werd opgeheven en Orvanne werd opgenomen in het kanton Montereau-Fault-Yonne. Op 1 januari 2016 fuseerde Orvanne met de gemeenten Épisy en Montarlot tot Moret Loing et Orvanne. Op 1 januari werd ook de gemeente Veneux-les-Sablons hierin opgenomen en werd de naam gewijzigd naar Moret-Loing-et-Orvanne.

## Geografie
De oppervlakte van Écuelles bedraagt 11,8 km², de bevolkingsdichtheid is 208,7 inwoners per km².
De onderstaande kaart toont de ligging van Écuelles (Seine-et-Marne) met de belangrijkste infrastructuur en aangrenzende gemeenten.

## Demografie
Onderstaande figuur toont het verloop van het inwonertal (bron: INSEE-tellingen).